# Agrilus malicola
Agrilus malicola es una especie de insecto del género Agrilus, familia Buprestidae, orden Coleoptera.
Fue descrita científicamente por Rungs & Schaefer, 1948.